# Dolichepilysta mindanaonis
Dolichepilysta mindanaonis là một loài bọ cánh cứng trong họ Cerambycidae.